# Edward Waller Claypole
Edward Waller Claypole (1er juin 1835 - 17 août 1901) est un géologue et paléobotaniste anglo-américain. 

## Biographie
Claypole est né en Angleterre  et fait ses études à l'Université de Londres, où il obtient les diplômes AB en 1862, SB en 1864 et Sc.D. en 1888. Il arrive en Amérique en 1872 et est professeur de sciences naturelles à Antioch College, à Yellow Springs, Ohio, de 1873 à 1881. Pendant deux ans, il est paléontologue au Pennsylvania Geological Survey. De 1883 à 1898, il est professeur de sciences naturelles au Buchtel College d'Akron. En raison de la santé défaillante de sa femme, il démissionne de ce poste et cherche un climat du sud-ouest. Au cours des trois dernières années de sa vie, il est professeur de géologie et de biologie à l'Institut polytechnique Throop à Pasadena Californie,. En 1883, il est élu membre de la Société américaine de philosophie.